# Ejido de San Antonio Tultitlán
Ejido de San Antonio Tultitlán är en ort i Mexiko, tillhörande kommunen Tultitlán i delstaten Mexiko. Ejido de San Antonio Tultitlán ligger i den centrala delen av landet och tillhör Mexico Citys storstadsområde. Orten hade 155 invånare vid folkräkningen 2010.